# رئيس وزراء كوريا الجنوبية
رئيس وزراء جمهورية كوريا (بالكورية: 국무 총리)‏ هو نائب رئيس الحكومة وثاني أعلى منصب سياسي في كوريا الجنوبية الذي يتم تعيينه من قبل رئيس كوريا الجنوبية بموافقة الجمعية الوطنية. قد يكون رئيس الوزراء عضوا في مجلس الأمة، لكن هذا غير مطلوب لشغل هذا المنصب. رئيس وزراء كوريا الجنوبية ليس رئيس حكومة كوريا الجنوبية، لأن الرئيس هو رئيس الدولة والحكومة في نفس الوقت.

## التاريخ
تم إنشاء هذا المنصب في 31 يوليو 1948، قبل أسبوعين من تأسيس حكومة كوريا الجنوبية، وشغله لي بيوم سيوك حتى عام 1950. وكان هذا المنصب رئيسًا لوزراء مجلس الوزراء من عام 1961 حتى عام 1963.
في 27 أبريل 2014، أعلن رئيس الوزراء تشونغ هونج-وون رغبته في الاستقالة. ومع ذلك، وبسبب الترشيحات غير الناجحة، ظل تشونغ في منصبه حتى فبراير 2015.
في 23 يناير 2015، عين الرئيس بارك كون هيه لي وان-كوو رئيسًا للوزراء الجديد. تم تأكيد التعيين من قبل الجمعية الوطنية كرئيس للوزراء في 16 فبراير 2015. ومع ذلك، في 20 أبريل من العام نفسه، قدم استقالته إلى الرئيس وسط فضيحة رشوة.

## الراتب
يتقاضى رئيس الوزراء راتبًا قدره 163 ألف دولار كما حددته الجمعية الوطنية إلى جانب معاش تقاعدي مدى الحياة يُمنح دائمًا لرؤساء الوزراء السابقين.[بحاجة لمصدر]